# Euriphene alberici
Euriphene alberici är en fjärilsart som beskrevs av Abel Dufrane 1945. Euriphene alberici ingår i släktet Euriphene och familjen praktfjärilar. Inga underarter finns listade i Catalogue of Life.